# Union Sportive Orléans
El Union Sportive Orléans Loiret football es un equipo de fútbol de Francia que juega en la Championnat National, la tercera liga de fútbol más importante del país.

## Historia
Fue fundado en el año 1920 con el nombre Arago Sports Orléanais como una sección del equipo deportivo de la ciudad de Orleans. En 1976 adoptó el nombre que usa actualmente y en 1980 se convirtió en un equipo profesional tras llegar a disputar la final de la Copa de Francia contra el AS Mónaco, finalizando con derrota por tres a uno.

## Palmarés
- Championnat National: 1

2014
- CFA Grupo D: 1

2010
- Division d'Honneur (Centre): 9

1942, 1944, 1945, 1946, 1947, 1948, 1957, 1995, 2002

## Jugadores

### Jugadores destacados
- Laszlo Bölöni
- Milan Ćalasan
- Bruno Germain
- Robby Langers
- Jacky Lemée
- Marius Mbaiam
- Cyril Théréau
- Vincent Thill
- Jules Vandooren